# John Casper
John Howard Casper (Greenville, 9 de julho de 1943) é um ex-astronauta norte-americano, veterano de quatro missões espaciais.
Formado em engenharia pela Academia da Força Aérea dos Estados Unidos e com mestrado em astronáutica pela Universidade Purdue, foi piloto de caça da Força Aérea, participando de 229 missões de combate durante a Guerra do Vietnã  pilotando caças F-100 Super Sabre. Serviu posteriormente no Reino Unido como piloto de McDonnell Douglas F-4 Phantom II.
Cursou a prestigiosa Escola de Piloto de Teste da Força Aérea dos Estados Unidos formando-se como piloto de testes; nesta função realizou diversos testes de aviônica e armas em caças Phantom II e subsônicos de ataque Vought A-7 Corsair II. Como piloto, acumulou mais de 10 mil horas de voo em 52 tipos diferentes de aeronaves.

## NASA
Casper foi selecionado para o curso de astronautas da NASA em 1984 formando-se em 1985. Sua primeira missão foi como piloto da STS-36 Atlantis em 28 de abril de 1990. Foi o comandante das três missões seguintes,  STS-54 Endeavour, STS-62 Columbia e STS-77 Endeavour, realizadas entre 1993 e 1996.
Depois de seu último voo, assumiu cargos de chefia em terra como Diretor de Segurança, Confiabilidade e Garantia de Qualidade no Centro Espacial Lyndon B. Johnson, responsável pelo planejamento e implementação de um programa efetivo para prevenir ferimentos, perdas de vida e perdas de patrimônio durante as missões espaciais. Após o acidente do ônibus espacial Columbia, ele foi um dos chefes da equipe responsável pela coleta dos milhares de fragmentos da nave, que reuniu mais de 6000 homens na terra, mar e ar, e que possibilitou a descoberta da causa do acidente.
Atualmente trabalha como assistente-especial no programa da nova nave espacial Orion da NASA.